# Necrocurse
Necrocurse är ett svenskt death metal-band bildat 2004. Bandet är numera baserat i Uddevalla/Ljungskile.
Bandet består av medlemmar som är mer eller mindre kända inom den svenska metal-scenen i band som Nifelheim, Runemagick, Masticator m.fl.. Bandet startades från början som ett sidoprojekt av Nicklas Rudolfsson av anledningen att hans huvudband Runemagick började spela mer tyngre och långsammare musik. Därav startades ett projekt för mer primitiv och snabbare death metal. Det var först under 2009 som projektet fick fasta medlemmar, beslutade att vara ett aktivt band och gå under bandnamnet Necrocurse.
Musikaliskt sett är bandet Necrocurse främst inspirerat av tidig death metal.
2011 skrev Necrocurse på nytt skivkontrakt med Pulverised Records.

## Medlemmar
Nuvarande medlemmar
- Hellbutcher (Per "Pelle" Gustavsson) – sång (även Nifelheim)
- Rotting Vomitor (Stefan Rodin) – gitarr (f.d. Masticator)
- Mörda (Martin Andersson aka Märda) – gitarr (även Sabotage)
- Basstard (Johan Bäckman) – basgitarr (f.d. Masticator)
- Nicklas "Terror" Rudolfsson – trummor (även Runemagick, The Funeral Orchestra, Domedag, Rapid Terrör, f.d. Rotified, f.d. Deathwitch f.d. Masticator)

## Diskografi
Demo
- 2004 – Souls of a Thousand Funerals
- 2009 – Shape of Putrid Abomination
- 2011 – Chaos Carnage Cataclysm (kassett, Death Invocation Records, begränsad utgåva)

Studioalbum
- 2013 – Grip Of The Dead (CD, LP, kassett, Pulverised Records, To The Death Records, Blood Harvest Records, Death Invocation Records, begränsade utgåvor)

EP
- 2012 – Speed to the Grave (CD, Necrotomb Productions, begränsad utgåva)
- 2014 – Hard Death (10" vinyl, Aftermath Music, begränsad utgåva)

Singlar
- 2011 – "Chaos Carnage Cataclysm" (7" Vinyl, Aftermath Music, begränsad utgåva)
- 2011 – "Insane Curse of Morbidity" (7" Vinyl, Aftermath Music, begränsad utgåva)

Samlingsalbum
- 2012 – Shape of Death (formad CD, Aftermath Music, begränsad utgåva)